# Меджидов Джамал Алладінович
Джамал Алладінович Меджидов  (1983) — український спортсмен, боксер у суперважкій вазі, дворазовий чемпіон України, чемпіон світу серед юніорів, учасник чемпіонату світу.
У 1990-2000 навчався в Дніпропетровській середній школі № 130. У 2004 закінчив Дніпропетровський державний інститут фізкультури і спорту, очне відділення, факультет Олімпійського і професійного спорту, кафедра боксу.